# Qiang
I Qiang (in cinese: 羌族; in pynin: qiāng zú) sono un gruppo etnico compreso fra i 56 gruppi etnici riconosciuti ufficialmente dalla Repubblica popolare cinese. La popolazione, composta da circa 200.000 individui, è stanziata principalmente nelle zone a nord-est della provincia cinese di Sichuan. Oggi i Qiang rappresentano solo una piccola porzione della popolazione, ma si crede siano stati, in passato, un popolo forte e numeroso, le cui origini si possono trovare sotto la dinastia Shang.

## Origini
Nella Cina antica, il termine Qiang era generalmente usato per indicare tutte le popolazioni non appartenenti all'etnia Han ndel nord-est del paese. Questi popoli si trovavano spesso in guerra con gli abitanti delle valli del fiume Giallo, gli antenati degli Han. Con l'espansione dello stato del Qin, il dominio dei Qiang in quelle regioni cominciò ad affievolirsi.
La struttura della grafia 羌 era composta da due elementi: 人 (uomo) e 羊 (pecore), che suggeriva le origini di allevatori ed agricoltori di questo popolo. Durante la dinastia Han (220 d.C.) e i periodi Wei-Jin (221-419), i Qiang erano stanziati lungo le catene montuose degli altopiani del Tibet, dalla catena del Kunlun (崑崙山), nella provincia di Xinjiang, fino al sud di Gansu, ad est di Sichuan, e a nord di Yunnan.
In seguito, i cinesi restrinsero il significato del termine Qiang: adoperarono i termini Qiang min (羌民) per riferirsi a tutte le popolazioni non Han che vivevano nella valle del fiume Min, in Sichuan, mentre i termini Fan Qiang (番羌, letteralmente Qiang barbari), si riferivano ai gruppi non Han che vivevano nelle regioni più interne.

## Storia recente
Attualmente la popolazione Qiang gode di una propria identità culturale, e si riferiscono a sé stessi con il termine Qiang zu (羌族) ed erma o rma (尔玛). Esistono circa 198.000 Qiang nel Sichuan occidentale, soprattutto nelle cinque contee di Maoxian, Wenchuan, Lixian, Beichuan e Heishui, della Prefettura autonoma di Aba e Qiang. 
I Qiang abitano ora sulle montagne in piccoli villaggi detti zhai 寨, composti da 30 fino a 100 famiglie.